# کاهاما
کاهاما (به انگلیسی: Cahama) شهری در استان کونه‌نه واقع در کشور آنگولا است که در سال ۲۰۰۹ میلادی ۴٬۲۸۲ نفر جمعیت داشته است.